# Manuele Ravellino
Manuele Ravellino (Napoli, 22 aprile 1974) è un ex pallavolista italiano.

## Carriera
Crebbe nella Sira Cucine Falconara, squadra con cui esordì in Serie A1 nel 1993-94 e con cui militò per sette stagioni, conseguendo una promozione in A1 (1997-98), vincendo anche una Coppa Italia di Serie A2. Il 28 luglio 1999 esordì in Nazionale a Čerkasy (Ucraina-Italia 3-0).
All'inizio della stagione 2000-01 fu ingaggiato dalla Lube Banca Marche Macerata. Ne vestì la maglia per sei campionati, vincendo uno scudetto (2005-06), due Coppe Italia (2000-01 e 2002-03), una Champions League e tre Coppe CEV. Successivamente ha vestito le maglie di Tonno Callipo Vibo Valentia e Famigliulo Città di Corigliano; Nelle stagioni 2008-2009/2009-2010 ha giocato nella Framasil Pineto. Nella stagione 2010-2011 ha giocato in serie A2 nella Gherardi Cartoedit Tratos Svi Città di Castello.